# Agathia confuscata
Agathia confuscata är en fjärilsart som beskrevs av W. Warren 1897. Agathia confuscata ingår i släktet Agathia och familjen mätare. Inga underarter finns listade i Catalogue of Life.